# Elaeocarpus batjanicus
Elaeocarpus batjanicus är en tvåhjärtbladig växtart som beskrevs av Otto Warburg och Paul Erich Otto Wilhelm Knuth. Elaeocarpus batjanicus ingår i släktet Elaeocarpus och familjen Elaeocarpaceae. Inga underarter finns listade i Catalogue of Life.